# Neopasiphae mirabilis
Neopasiphae mirabilis är en biart som beskrevs av Perkins 1912. Neopasiphae mirabilis ingår i släktet Neopasiphae och familjen korttungebin. Inga underarter finns listade i Catalogue of Life.

## Bildgalleri

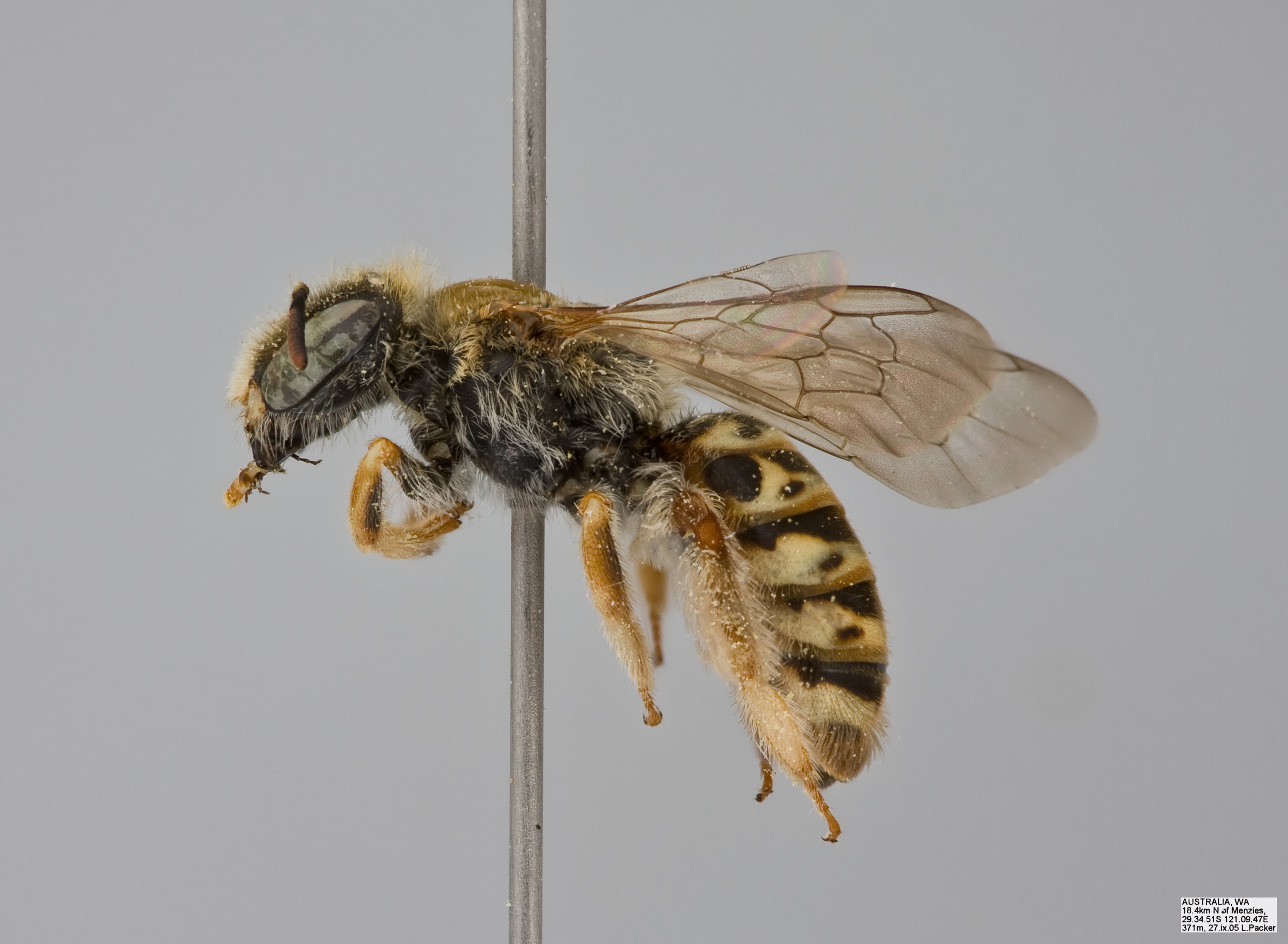
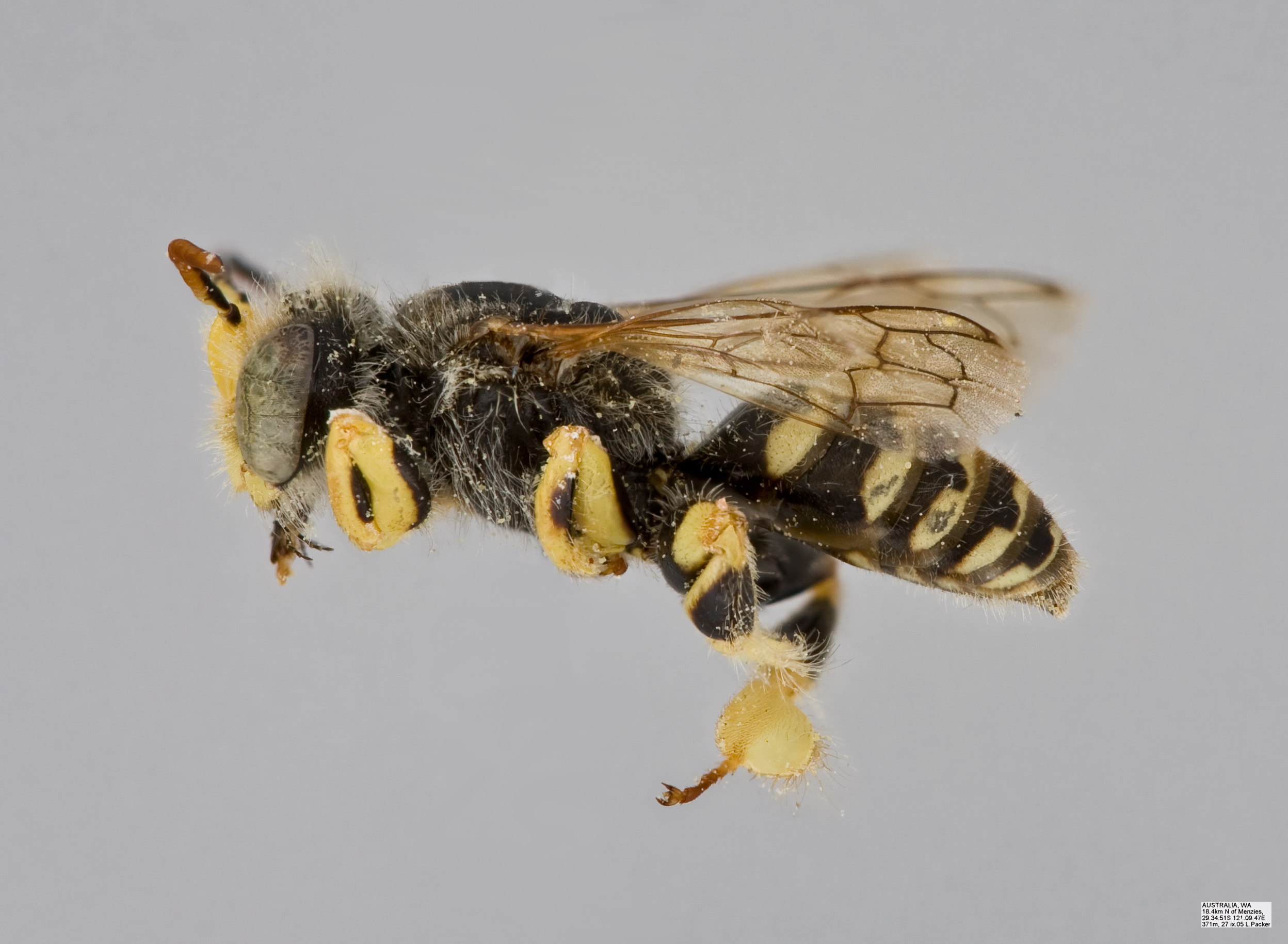